# Tomáš Abrahám
Tomáš Abrahám (Třebíč, 18 aprile 1979) è un allenatore di calcio e calciatore ceco, di ruolo centrocampista, tecnico dell'FC Kurim.